# Flower Tucci
Flower Tucci, född 2 januari 1978 i Burbank, Kalifornien, USA, är en amerikansk porrskådespelerska. Tucci har förmågan att ejakulera och gör det bland annat i serien Flower Squirt Shower, som har vunnit fyra AVN Awards. Hon är av irländskt, svenskt och italienskt ursprung.

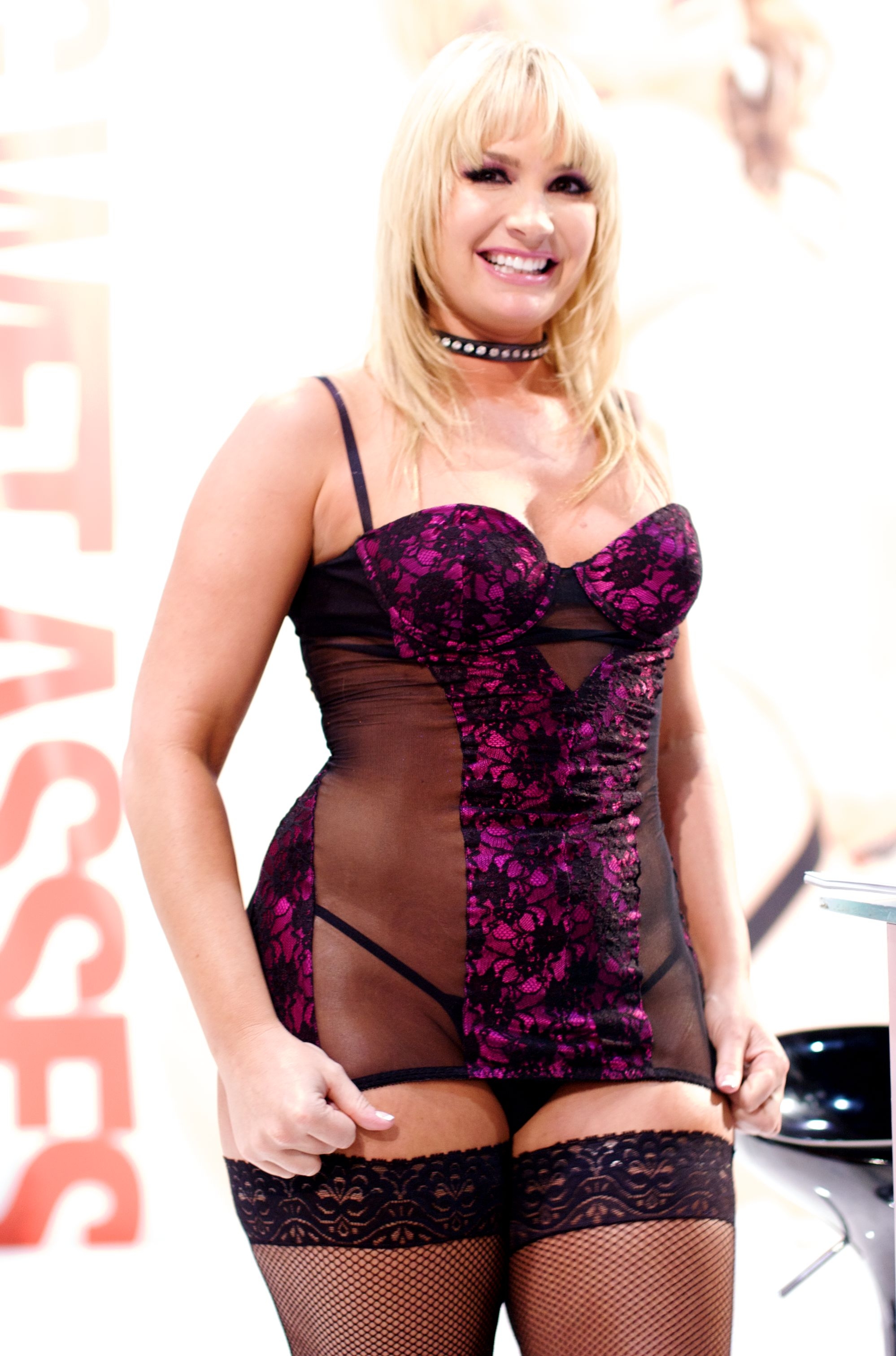
Flower Tucci, januari 2009.

## Filmografi[3][4](urval)
- 2002 – Balls Deep 6
- 2002 – We Go Deep 18
- 2003 – She's Finally Legal 2
- 2003 – Extreme Teen 32
- 2004 – Interracial Anal Teens -n- Toys 2
- 2005 – Interracial Hole Stretchers 2
- 2005 – Black, White, Wet All Over
- 2005 – Flower's Squirt Shower
- 2005 – Flower's Squirt Shower 2
- 2006 – Flower's Squirt Shower 3
- 2006 – Flower's Squirt Shower 4
- 2006 – Asshunt
- 2006 – Asswhole 3
- 2006 – Ass Parade 5
- 2006 – Ass Whores from Planet Squirt 1
- 2006 – Black Assassins
- 2006 – Blackzilla Is Splittin' That Shitter
- 2006 – Housewives Gone Black 6
- 2006 – My Hot Wife Is Fucking Blackzilla! 4
- 2006 – Sex and Submission
- 2006 – Anal Addicts 24
- 2007 – Flower's Squirt Shower 5
- 2007 – Black Cock Addiction 4
- 2008 – Flower's Squirt Shower 6
- 2008 – Evil Anal 7
- 2008 – Black in the Crack 4
- 2008 – Anal Acrobats 2
- 2008 – Squirt Gangbang 2
- 2008 – I'll Take It Black 5
- 2008 – Blackzilla Is Splittin' That Shitter 3
- 2008 – House of Sex & Domination
- 2009 – Anal Buffet 2
- 2009 – Mom's Black Cock Anal Nightmare 2
- 2010 – Big Ass Fixation 6
- 2010 – Pissing
- 2010 – Big Wet Butts 2
- 2011 – Ass Masterpiece, Vol. 5
- 2018 – Girl On Girl 3

## Priser
AVN Award (AVN Magazine)
- 2006 – Best Specialized Release – ejakulering i Flower's Squirt Shower #2
- 2007 – Best Group Sex Scene med Belladonna, Melissa Lauren, Jenna Haze, Gianna Michaels, Sandra Romain, Adrianna Nicole, Sasha Gray, Nicole Sheridan, Marie Luv, Caroline Pierce, Lea Baren, Jewell Marceau, Jean Val Jean, Christian XXX, Voodoo, Chris Charming, Erik Everhard, Mr. Pete och Rocco Siffredi i Fashionistas Safado: The Challenge[2]
- 2007 – Best Series of Specialties – ejakulering i Flower's Squirt Shower
- 2007 – Best Specialized Release – ejakulering i Flower's Squirt Shower #3